# 双吉胡同
双吉胡同，是位于中国北京市西城区中部的一条胡同。现已无存。

## 简介
双吉胡同为东西走向，东到惜薪胡同，西端不通行。全长101米，平均宽3米。清朝是惜薪司胡同的一部分，因为胡同内有明朝惜薪司太监所立的双节寺，所以1911年之后，该胡同从惜薪司析出，定名为双吉寺。1965年北京市整顿地名，改称为双吉胡同。到双吉胡同拆除前，双节寺仍然存在。2000年代，为建设机关用房，双吉胡同被全部拆除。